# Alpenpanorama
Als Alpenpanorama oder Alpenkulisse wird eine reliefartige, künstlerisch gezeichnete oder fotografische Darstellung einer alpinen Gebirgslandschaft bezeichnet, die meist für Zwecke des Tourismus angefertigt wird und das Gebirge aus der Sicht der jeweiligen Ferienregion zeigt. Oft wird eine Ansicht der Alpen von einem Aussichtspunkt im Alpenvorland wie dem Allgäu oder von Bergen eines angrenzenden Mittelgebirges wie des Südschwarzwaldes gewählt; diese Ansicht wird auch Alpenkette, Alpensicht oder Alpenzug genannt.

## Zeichnungen und Lithographien
Für die Herstellung solcher Perspektiven ist viel grafisches Geschick sowie guter Einblick in die Kartografie und die Landformenkunde erforderlich. Denn die höchsten Berggipfel dürfen die Talschaften nicht verdecken, müssen aber deutlich hervortreten. Da andererseits die Berge im Hintergrund zu klein erscheinen würden, muss man sie „vergrößern“, ohne die Himmelsrichtungen allzu sehr zu verfälschen. Auch der Bewuchs des Geländes, die Felszeichnung und realistische Schattenwirkungen zu verschiedenen Tages- und Jahreszeiten sind schwierige Herausforderungen an den Grafiker bzw. Künstler.
In Österreich, Deutschland und der Schweiz ist die Blickrichtung der Reliefkarten und Panoramen meist nach Süden, weil sich die meisten Urlaubsregionen nördlich der Alpen befinden. Bei Gebieten südlich des Alpenhauptkamms überwiegt hingegen die Blickrichtung nach Nord.
Einzelne Werke dieses Genres stellen nicht nur einzelne Gebirgsmassive, sondern die Alpen insgesamt dar, bzw. regional getrennt in die Bereiche Ostalpen, Westalpen oder Südalpen. Das bekannteste derartige Werk ist das „Alpenpanorama von Marseille bis Wien“ des Südtiroler Grafikers und Kartografen Hans Oberbacher (etwa um 1950).

## Fotografie
Auf fotografischen Aufnahmen können Ansichten von mehreren benachbarten Bergen bis zu einigen Gebirgsgruppen der Alpen abgebildet sein. Durch die digitale Fotografie bieten sich neue Möglichkeiten der Bildbearbeitung, wie etwa Stitching und erleichterte nachträgliche Beschriftung.